# ویلی روسین
ویلی روسین (انگلیسی: Willy Rösingh؛ ۲ دسامبر ۱۹۰۰ – ۵ ژوئن ۱۹۷۶) قایقران روئینگ اهل هلند بود.
وی در مسابقات کشوری و بین‌المللی در مجموع برندهٔ ۲ مدال طلا، ۱ مدال نقره شده‌است.